# اسکات اسمیت (نویسنده)
اسکات بچتل اسمیت (انگلیسی: Scott Bechtel Smith؛ زاده ۱۳ ژوئیه ۱۹۶۵) نویسنده و فیلمنامه‌نویس آمریکایی است. او دو رمان به نام‌های یک نقشه ساده (۱۹۹۳) و ویرانه‌ها (۲۰۰۶) نوشته‌است که هر دو به ترتیب بر اساس فیلمنامه‌هایی از خودِ اسمیت در فیلم‌هایی اقتباس شدند: یک نقشه ساده (۱۹۹۸) و ویرانه‌ها (۲۰۰۸). او همچنین فیلمنامهٔ فیلم‌های سیبری (۲۰۱۸) و بدعت نارنجی سوخته (۲۰۱۹) را نوشته‌است. فیلمنامه او برای یک نقشهٔ ساده نامزدی جایزه اسکار بهترین فیلم‌نامه اقتباسی را برای او به ارمغان آورد.
اسمیت پس از فارغ‌التحصیلی از کالج دارتموث و از دانشگاه کلمبیا با مدرک کارشناسی ارشد هنرهای زیبا در نویسندگی، به‌طور تمام وقت به نوشتن پرداخت.

## فیلم‌شناسی
- ۱۹۹۸ - یک نقشه ساده (نویسنده), کارگردانی‌شده توسط سم ریمی، برپایهٔ رمان اسمت
- ۲۰۰۸ - ویرانه‌ها (نویسنده), کارگردانی‌شده توسط کارتر اسمیت، برپایهٔ رمان اسمیت
- ۲۰۱۸ - سیبری (نویسنده)
- ۲۰۱۹ - بدعت نارنجی سوخته (فیلم‌نامه)
- ۲۰۲۲ - پریفرال، مجموعه تلویزیونی (شورانر)[۱][۲]